# Subdiakon
Subdiakon (łac. subdiaconus), w Kościołach Wschodnich: hipodiakon (gr.: ὑποδιάκονος, hipodiakon ὑπο- pod- i διάκονος 'sługa') – chrześcijanin ustanowiony do bezpośredniej pomocy celebransowi i diakonowi podczas sprawowania liturgii.

## Prawosławie i Katolickie Kościoły Wschodnie

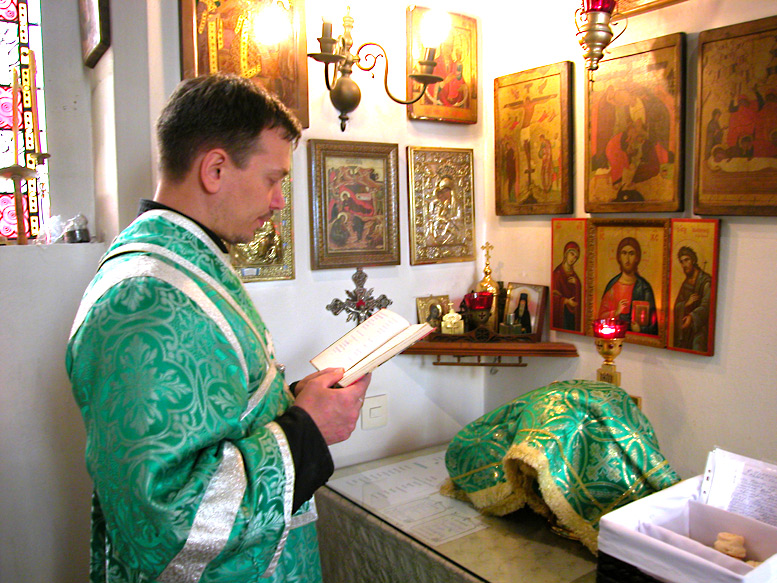
Subdiakon prawosławny czytający Pismo Święte.

W Kościele prawosławnym jest to najwyższy stopień święceń niższych (chirotesja), wyższy od lektoratu. Istotą roli subdiakona w prawosławiu jest asystowanie celebransowi podczas hierarchicznej Boskiej Liturgii (przewodniczy jej biskup). Subdiakon ubiera biskupa, trzyma jego księgi używane podczas służby, nosi potrzebne rzeczy takie jak dikirion i trikirion (świece do błogosławieństwa). Istnieje specjalny ryt święceń subdiakońskich, aczkolwiek w praktyce zarówno akolita, jak i lektor może otrzymać od biskupa błogosławieństwo na ubranie szat subdiakońskich i służenie za każdym razem, w konkretnych sytuacjach, bądź też na stałe.
Praktyka subdiakonatu ma początki w Kościele starożytnym, wspomina się o nich np. w Kanonach Apostolskich (kanon 26). Zapisana tam zasada zabrania subdiakonowi (podobnie jak diakonowi czy prezbiterowi) na zawarcie związku małżeńskiego po otrzymaniu święceń.
Subdiakon zakłada sticharion oraz orarion związany wokół jego bioder ponad plecami (krzyżując się z tyłu), które kończą się, wisząc od frontu, zaczepione pod miejscem wokół bioder . Często wyświęceni subdiakoni zakładają swoje orariony skrzyżowane od frontu bądź z tyłu, aby odróżnić się od akolitów, którzy noszą sticharion w zwykły sposób. Podobnie jak lektorzy, subdiakoni mogą nosić sutannę, chociaż wielu z nich nosi ją tylko w momencie służenia.
W sytuacjach, gdy nabożeństwu nie przewodzi biskup, subdiakon przybiera rolę akolity, asystując prezbiterowi, podczas służby wewnątrz świątyni, jak i w prezbiterium.
Subdiakoni mają podobne funkcje w Kościołach orientalnych (jak Ormiański czy Koptyjski) oraz we wschodnich rytach Kościoła katolickiego.

## Kościół katolicki (obrządek łaciński)

### Historia

Subdiakon Kościołów zachodnich w tuniceli i z manipularzem.

Subdiakonat wywodzi się z pierwszych wieków Kościoła. Gdy około wieku V ustalono precyzyjnie hierarchię i precedencję w Kościołach lokalnych, uznano subdiakonat za najwyższy stopień święceń niższych.
Z kolei za papieża Aleksandra II (1061–1073), subdiakonat zaliczono w Kościele łacińskim do święceń wyższych. Powodem było składanie przez kandydatów przyrzeczenia życia w celibacie i odmawiania brewiarza. Kolejnym argumentem było posługiwanie subdiakonów bezpośrednio przy ołtarzu i powierzenie im troski o naczynia liturgiczne. Teologicznie urząd ten nigdy nie wchodził w zakres świętej hierarchii (do której należeli diakoni, prezbiterzy i biskupi).
Święcenia te przyjmowali wszyscy kandydaci na drodze do kapłaństwa. Subdiakon ubierał się w tunikę (tunicellę), nie nosił stuły, lecz miał prawo używać manipularza.
Podczas Mszy szczególnie uroczystych (np. papieskich) jego funkcje, podobnie jak zadania innych usługujących, prawie zawsze powierzano dostojnikom kościelnym. 
Subdiakon miał obowiązek odmawiać brewiarz oraz zachowywać celibat.

### Ryt rzymski
We Mszy Świętej w rycie rzymskim, sprawowanej według wydań mszału sprzed reformy liturgicznej Pawła VI, do zadań subdiakona we mszy solennej lub pontyfikalnej należy:
- noszenie Krzyża
- śpiewanie Lekcji (czytania mszalnego)
- trzymanie Ewangeliarza podczas odczytywania Ewangelii
- przygotowywanie kielicha i wlewanie do niego wody
- trzymanie pateny od Ofiarowania do obrzędów łamania chleba
- puryfikacja naczyń liturgicznych
- asystowanie kapłanowi i diakonowi.

Przy braku subdiakona, może go zastąpić ubrany w szaty subdiakońskie akolita, diakon albo kapłan, lub też - w ostateczności - tonsurowany seminarzysta (kleryk) bez posługi akolitatu. Akolita i seminarzysta nie używają manipularza. Ten ostatni nie może ponadto posługiwać przy kielichu (tj. wlewać do niego wody, wycierać czy nakrywać palką).

### Współczesność
15 sierpnia 1972 papież Paweł VI w motu proprio Ministeria Quaedam zreformował święcenia niższe w Kościele łacińskim, znosząc część święceń niższych, a także subdiakonat. Jednakże w zgromadzeniach i instytutach przywiązanych do tradycyjnej liturgii nadal udzielane są zarówno niższe święcenia, jak i subdiakonat.
Według pierwszego wydania Ogólnego Wprowadzenia do Mszału Rzymskiego (sprzed reformy święceń niższych), podczas zwyczajnej formy rytu rzymskiego, subdiakon nosi albę i tunikę oraz ma do spełnienia następujące zadania:
- nosi księgę Ewangelii;
- odczytuje ostatnie z czytań przed Ewangelią (Epistołę);
- asystuje kapłanowi i diakonowi;
- przygotowuje ołtarz do liturgii eucharystycznej;
- pomaga przy odbieraniu darów;
- wlewa wodę do kielicha;
- usługuje przy mszale;
- otrzymuje znak pokoju od celebransa i przekazuje go innym duchownym;
- przyjmuje Komunię świętą pod dwiema postaciami;
- służy przy puryfikacji;
- całuje ołtarz, jak kapłan i diakon.

Obecnie większość tych czynności sprawują świeccy – ministranci, lektorzy i akolici lub po prostu diakoni albo koncelebrujący kapłani.
Święcenia subdiakonatu są w dalszym ciągu udzielane w stowarzyszeniach katolickich przywiązanych do tradycyjnej liturgii, jak na przykład Bractwo Kapłańskie Świętego Piotra lub Bractwo Kapłańskie Świętego Piusa X.

### Kościoły starokatolickie
Subdiakoni są wyświęcani w Kościele Starokatolickim Mariawitów, w Kościele Starokatolickim w RP, w Polskim Narodowym Katolickim Kościele i Polskokatolickim.

## Kościoły protestanckie
Subdiakoni są wyświęcani również w Kościele Anglii i innych Kościołach Wspólnoty, a także funkcjonują jako posługa w niektórych Kościołach luterańskich.